# 공룡전대 주레인저
《공룡전대 쥬레인저》(일본어: 恐竜戦隊ジュウレンジャー )는 1992년 2월 21일부터 1993년 2월 12일까지 TV아사히에서 방영된 일본의 특촬 드라마다. 미국에서는 1993년 8월에 수입하여 《마이티 모핀 파워레인저》라는 제목으로 리메이크하였다. 대한민국에서는 1994년에 무적 파워레인저이라는 이름으로 방송되었다.(KBS에서)

## 에피소드
1. 탄생 (誕生)
2. 부활 (復活)
3. 싸워라 절망의 대지 (戦え絶望の大地)
4. 부활해라 전설의 무기 (甦れ伝説の武器)
5. 무~서운 수수께끼 (怖~いナゾナゾ)
6. 일어서라!! 대수신 (立て!! 大獣神)
7. 보인다, 보여 (みえる、みえる)
8. 공포! 순간 식사 (恐怖! 瞬間喰い)
9. 달려라 알 왕자 (走れタマゴ王子)
10. 원숭이는 이제 싫어! (猿はもうイヤ!)
11. 주인님! (ご主人さま!)
12. 아빠는 흡혈귀?! (パパは吸血鬼?!)
13. 쏴라! 황금의 화살 (射て! 黄金の矢)
14. 작아져~라! (小さくなァれ!)
15. 찢어져라! 암흑초검 (破れ! 暗黒超剣)
16. 재채기 대작전 (クシャミ大作戦)
17. 6번째의 영웅(히어로)! (六人目の英雄（ヒーロー）! )
18. 슬픔의 형제검 (憎しみの兄弟剣)
19. 여전사 사소리! (女戦士サソリ!)
20. 대수신 최후의 날 (大獣神最期の日)
21. 수호수 대소동 (守護獣大あばれ)
22. 합체! 강룡신 (合体! 剛龍神)
23. 정말 좋아 초마구 (好きすき超魔球)
24. 거북이로 만년 (カメでまんねん)
25. 악마가 사는 공원 (悪魔のすむ公園)
26. 빙수를 조심해 (カキ氷にご用心)
27. 메이를 먹고 싶어 (メイを食べたい)
28. 대개조! 점토수 (大改造! 粘土獣)
29. 수수께끼?! 다가오는 수기신 (謎?! 襲う獣騎神)
30. 사탄이 온다!! (サタンが来る!!)
31. 부활! 궁극의 신 (復活! 究極の神)
32. 게키여 눈물을 베어라 (ゲキよ涙を斬れ)
33. 가르쳐줘! 용기옥 (教えて! 勇気玉)
34. 브라이 살아라! (ブライ生きて!)
35. 닌자전사 보이 (忍者戦士ボーイ)
36. 부숴라! 죽음의 거울 (くだけ! 死の鏡)
37. 공룡이 태어나다 (恐竜が生まれる)
38. 메이 공주 칠변화!! (メイ姫七変化!!)
39. 지저수의 눈물... (地底獣の涙…)
40. 브라이 죽음의 여행 (ブライ死の出発（たびだち）))
41. 불타라 브라이! (燃えよブライ!)
42. 브라이 죽다... (ブライ死す…)
43. 부활해라! 수주검 (甦れ! 獣奏剣)
44. 여검사! 일본제일 (女剣士! 日本一)
45. 바보자식 소년 (バカヤロー少年)
46. 등장! 흉악전대 (参上! 凶悪戦隊)
47. 돌입!! 최종결전 (突入!! 最終決戦)
48. 어둠의 아들 (闇からの息子)
49. 신이 패배하다!! (神が負けた!!)
50. 공룡만세!! (최종회) (恐竜万歳!!)

## 캐스트
| 컬러 | 수호수         | 캐릭터명            | 무기          | 배우              | 한국어 더빙 성우 |
| ---- | -------------- | ------------------- | ------------- | ----------------- | ---------------- |
| 레드 | 티라노사우르스 | 티라노레인저 게키   | 용격검        | 모치즈키 유타     | 성완경           |
| 블랙 | 쥬맘모스       | 맘모스레인저 고우시 | 모스 브레이커 | 다카야스 아오히사 | 김태훈/이인석    |
| 블루 | 트리케라톱스   | 트리케라레인저 단   | 트리케 랜스   | 후지와라 히데키   | 김혜성           |
| 옐로 | 사벨 타이거    | 타이거레인저 보이   | 사벨 대거     | 하시모토 타쿠미   | 정주원           |
| 핑크 | 프테라노돈     | 프테라레인저 메이   | 프테라 애로우 | 치바 레이코       | 강시현           |
| 그린 | 드래곤 시저    | 드래곤레인저 브라이 | 수주검        | 이즈미 시로       | 없음             |

| 이전 조인전대 제트맨 | 제16대 슈퍼 전대 시리즈 1992년 2월 21일 ~ 1993년 2월 12일 | 다음 오성전대 다이레인저 |